# Remember
«Recuerda» —título original en inglés: «Remember»— es el décimo segundo episodio de la quinta temporada de la serie de televisión The Walking Dead. Se estrenó el 1 de marzo de 2015. Fue dirigido por Greg Nicotero y el guion corrió a cargo de Channing Powell. Fue estrenado el 2 de marzo de 2015 por la cadena Fox en España e Hispanoamérica.
El episodio presenta a muchos personajes destacados del material original de Robert Kirkman, incluyendo a Nicholas (Michael Traynor), Olivia (Ann Mahoney), Jessie Anderson (Alexandra Breckenridge) y su familia, así como una versión remasterizada de los Monroes. Se adapta en gran medida el material del Volumen 12 "Life Among Them", con grandes diferencias es el uso de personajes originales como Daryl Dixon y su lucha para adaptarse.
Los comentaristas elogiaron el episodio, citando la introducción a la comunidad y un nuevo refugio seguro como una nueva narración de historias y un cambio de tono para el resto de la serie. Varios críticos adularon el desarrollo del personaje de Carol Peletier y la actuación de Melissa McBride. El episodio también vio un aumento en las calificaciones del episodio anterior con 14,43 millones de espectadores en comparación con 13,44 millones de espectadores en la semana anterior. Este episodio marca el debut de Tovah Feldshuh quien interpreta a Deanna Monroe, la líder de la zona segura de Alexandria, este personaje es una adaptación e intercambio de género de Douglas Monroe de la serie de cómics de los libros de historieta, en la que se basa el espectáculo.
También marca el debut de la actriz joven Katelyn Nacon quien interpreta a Enid, un personaje exclusivo para la serie de televisión.

## Argumento
Rick (Andrew Lincoln) llegan a la zona segura de Alexandría. Carl, por unos breves instantes, ve a una niña observándolos desde dentro de una de las casas abandonadas y el grupo ingresa en la zona segura de Alexandria y son recibidos por Nicholas (Michael Traynor), quien le pide al grupo que entregue su armas, mientras que un caminante empieza a aproximarse en la distancia para atacar, Rick le da órdenes a Sasha (Sonequa Martin-Green) de eliminarlo, la chica voltea y acaba con la criatura de un tiro certero. Cuando Rick y el grupo se rehúsan a entregar las armas, Aaron (Ross Marquand) interviene y sugiere que mantengan sus armas hasta que hablen primero con la líder de la comunidad, Deanna Monroe (Tovah Feldshuh). Deanna le revela a Rick quien es el primero del grupo en saber que ella era una congresista de Ohio. Ella explica que el norte de Virginia fue efectivamente evacuado pero el ejército fue quien la redirigió a la comunidad y ella le pregunta a Rick sobre su grupo y también le explica los orígenes de Alexandría, informándole que anteriormente es una comunidad sostenible, con su propia red de paneles solares, cisternas y filtración ecológica de aguas residuales. Cuando Deanna menciona que nunca antes habían reclutado a un grupo tan numeroso, Rick le pregunta que era lo que quería de ellos y entonces la mujer le responde que necesitaba que los ayude a sobrevivir, posteriormente le explica que su esposo Reg es arquitecto, y que él comenzó a construir las paredes y han tenido suerte con muy poca gente y que varios murieron, Deanna entrevista a los miembros del grupo individualmente, archivando las conversaciones en una cámara. Durante su entrevista, Rick le advierte que no acepte extraños, a lo que ella replica que ya está protegiendo la zona segura. Mientras es entrevistada, Carol (Melissa McBride) miente sobre su pasado, revelando que tiene pocas habilidades de supervivencia y que no era más que una "guarida" para el grupo.
Por órdenes de Deanna el grupo de Rick le entrega sus armas a Olivia (Ann Mahonney), quien gestiona la armería de la comunidad. Deanna les aclara que seguirán siendo sus armas y que podrán utilizarlas siempre que estén afuera de los muros, el grupo comienza a entregar sus armas, cuando Carol entrega su arma ella finge tener problemas para sacarse el rifle del hombro y luego de forma dosil y chistosa ella coloca el rifle en la pila, y sonríe tontamente mientras Olivia se aleja con el carrito. Los sobrevivientes reciben vivienda completa con electricidad y agua caliente, y comienzan a reunirse con los otros residentes, Carl y Carol exploran la segunda casa. Carol tiene sospechas acerca de la manera en la que Deanna les entrega tantos lujos de forma desinteresada y entonces sale a reunirse con Rick y Daryl para charlar sobre la situación, ellos se preocupan respecto a la idea de dividir al grupo en dos casas y se ponen de acuerdo en que deben dormir todos juntos en una misma casa. Una pareja de ancianos está entusiasmada con Judith, ya que hace mucho tiempo que no ven a un bebé. Rick se toma un baño de agua caliente y se afeita la barba que se la había dejado crecer durante mucho tiempo, luego conoce a Jessie Anderson (Alexandra Breckenridge), una ex estilista que le corta el pelo. Esa noche todos deciden dormir en una sola casa como señal de desconfianza. Michonne (Danai Gurira) le dice a Rick que ella sí tiene un buen presentimiento sobre la comunidad y que solo hay que ser precavidos, mientras que suena la Puerta. Resulta ser Deanna, sorprendida al ver su union. Ella les dice a cada uno del grupo que tendrán sus trabajos en la comunidad, al día siguiente Carl se reúne con los jóvenes de la comunidad, cuyo último miembro que conoce es a Enid (Katelyn Nacon), una joven sobreviviente recientemente traída desde el exterior. Si bien están contentos con su protección, el grupo no está impresionado con las habilidades de supervivencia de los residentes, especialmente Carl, quien señala a su padre que la comodidad en la que viven los ha debilitado. Carl se da cuenta de que Enid sale sigilosamente de la zona segura y la sigue por la pared, pero pierde el rastro de ella en el bosque. En su lugar, se encuentra con Rick, que intenta recuperar la pistola escondida en una licuadora, solo para descubrir que falta. Rick y Carl se unen para matar a un grupo de caminantes que los apresuran, y uno que puede haber quedado como una trampa.
Glenn (Steven Yeun), Tara (Alanna Masterson) y Noah (Tyler James Williams) tienen cargos como corredores de suministros y comienzan a recibir entrenamiento de Aiden (Daniel Bonjour) Monroe, el hijo mayor de Deanna y Reg y Nicholas. A pesar del comportamiento arrogante de Aiden, su inexperiencia y su imprudencia casi matan a Tara por un caminante que lo habían atado como muñeco de práctica en venganza por haber matado a la mitad del último grupo. Glenn y Tara no están de acuerdo con el uso descuidado de Aiden de un caminante; Aiden confronta a Glenn sobre esto cuando regresan, comienzan un partido de golpes, y luego dan un golpe a Glenn frente a Rick y Deanna. Glenn esquiva el golpe y aterriza uno sobre Aiden a quien logra someterlo, mientras Nicholas trata de involucrarse, solo para ser derribado por Daryl (Norman Reedus). Rick tira de Daryl para evitar que vaya demasiado lejos, y Deanna instruye a los residentes de la ciudad a tratar al grupo de Rick como iguales. Deanna envía a todos a comprobar sus armas y ofrece a Rick y Michonne los trabajos de los Condestable del pueblo, que aceptan. Deanna agradece a Glenn por golpear a su hijo "por el culo". Más tarde esa noche, solo con Carol y Daryl, Rick afirma que si los residentes demuestran ser demasiado débiles para protegerse, su grupo tendrá que hacerse cargo del asentamiento.

## Producción

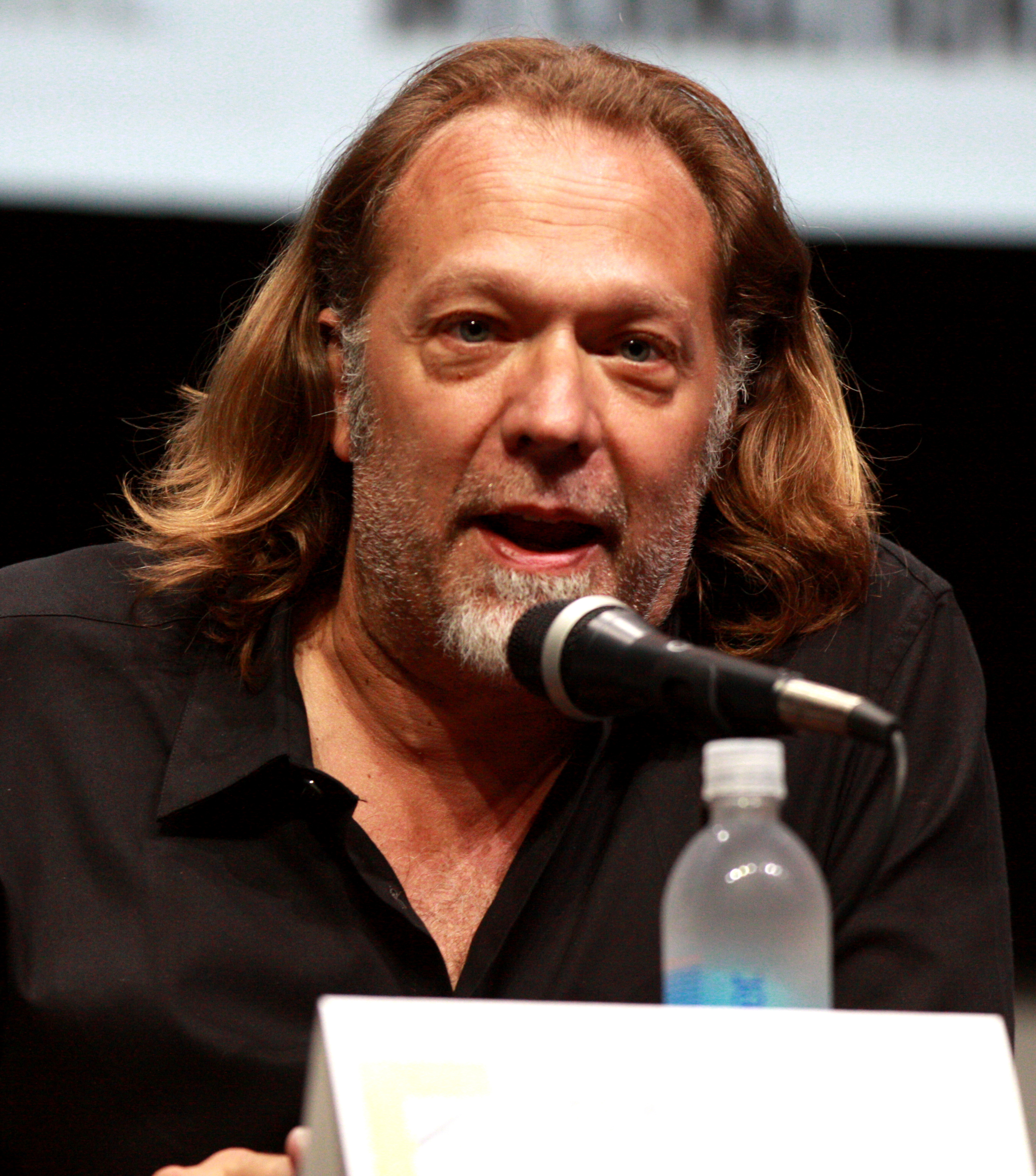
Greg Nicotero (foto) dirigió el episodio.

El episodio marca las primeras apariciones de muchos personajes de la comunidad de Zona segura de Alexandría. Katelyn Nacon en el papel de Enid, Alexandra Breckenridge y Corey Brill fueron elegidos como Jessie Anderson y su esposo, Peter Anderson, un talentoso cirujano. Major Dodson y Austin Abrams fueron elegidos como sus hijos Sam y Ron Anderson. (En los cómics, Ron era la contraparte de Carl, un niño de 9 años, y su papel se dividió en dos para la serie: un joven y tímido Sam y un problemático adolescente, Ron). También presenta a Aiden Monroe, el hijo de Deanna, un personaje exclusivo de la serie de televisión interpretada por Daniel Bonjour.
El episodio también contó con la presentación de La Zona-Segura de Alexandría y la líder y excongresista de Ohio, Deanna Monroe. El personaje en sí es una versión remezclada y un intercambio de género de Douglas Monroe del material original de Robert Kirkman. Tovah Feldshuh fue elegida como Deanna Monroe en 2014. Feldshuh explicó que su retrato de Deanna fue inspirada en Hillary Clinton. Ella dijo: "La he basado en Hillary Clinton. Es alguien a quien he admirado y alguien increíblemente calificado para dirigir la nación. Ha estado al servicio de Estados Unidos durante gran parte de su vida. La estudié como mi prototipo inmediato. Miré a otras congresistas maravillosas y traté de pensar qué podría aportarle: ¿dónde se relacionaba el personaje con mi personaje como ser humano? Porque no había tiempo. No lo olvides, esta no era mi audición (su personaje). No es como si estuviese subliminalmente preparado ". En su proceso de audición, ella lo describió como "extremadamente tenso" pero también "maravilloso". Consideró a Alexandría como una "ingenuidad increíble" citando que nada le ha sucedido a la comunidad desde el estallido. Al traer a Rick Grimes y los sobrevivientes a la comunidad, ella dijo: "Deanna claramente busca conectarse con la inteligencia de la calle, la fuerza, el músculo, pero no el vandalismo. Tiene que asegurarse de que estas personas sean racionales". Ella comentó además que Deanna es una culturista que "necesita la fuerza [de Rick] [tanto como] él necesita su cerebro cultural".
Ella también evaluó a la comunidad y a su personaje diciendo: "Alexandria debe su nombre a la ciudad más grande con la mejor biblioteca del mundo: fue la primera gran biblioteca del imperio de Alexandría. Y Deanna es una mujer del libro. Es una mujer de alto intelecto y una mujer muy culta. Es una mujer que sabe cómo hacer que una abuela cuide niños pequeños en su sociedad de 30 miembros. Pero como gran líder, sabe que necesitan sangre nueva. Necesitan sangre nueva para procrear. Necesitan nuevos grupos genéticos para obtener un poco de sangre fuerte allí. Y está desesperada por la fuerza, por guerreros en los que puedan confiar".
Scott Ian de la banda estadounidense de thrash metal Anthrax hace una aparición en este episodio como un caminante.

## Recepción

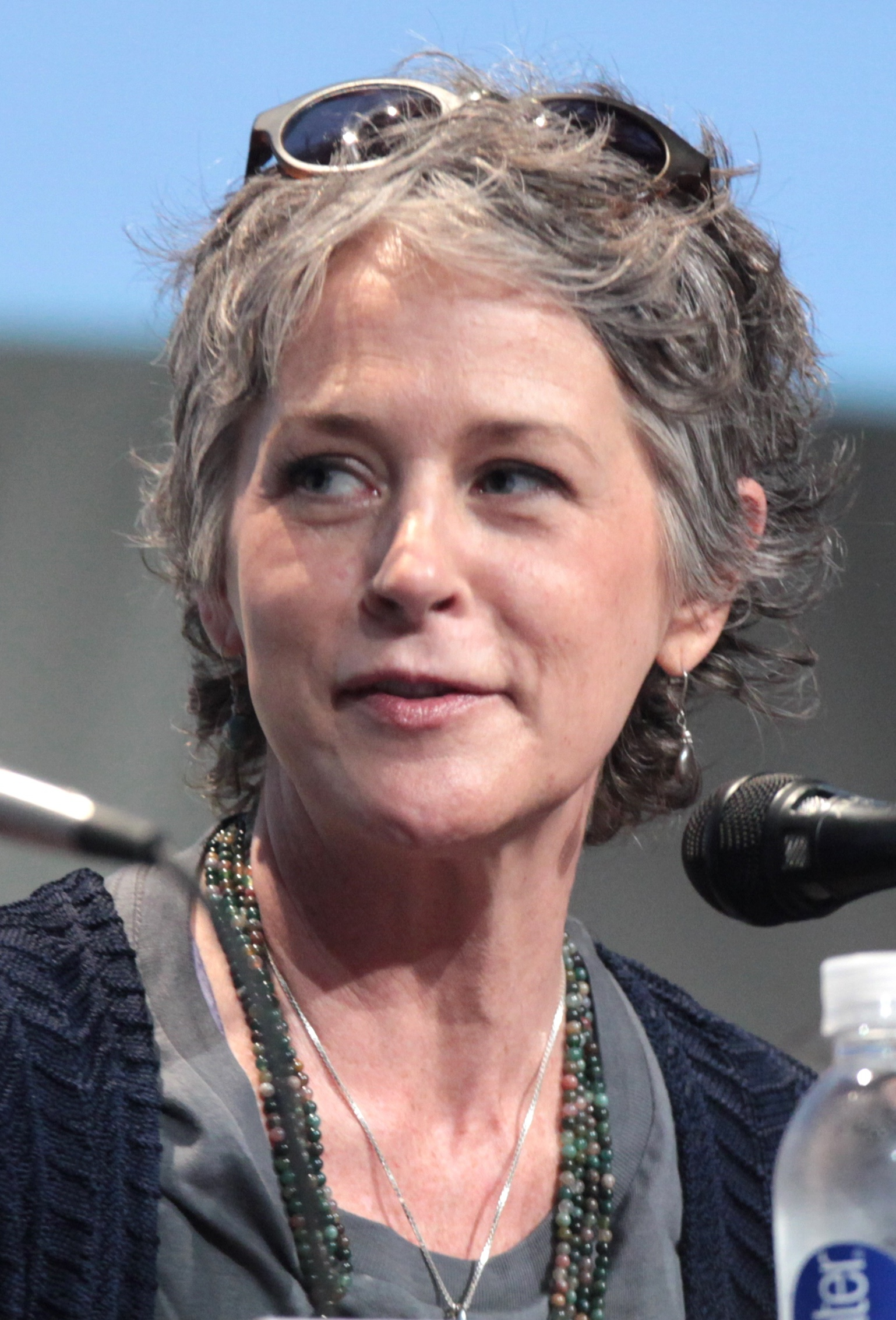
Muchos críticos elogiaron las escenas que incluían a Melissa McBride como Carol en el episodio.

### Críticas
El episodio fue aclamado por la crítica, con muchos aspectos que alaban como la introducción de la configuración de Alejandría, su cambio en la narrativa, el tema de la civilización y el desarrollo del carácter de Carol Peletier y Rick Grimes.
Escribiendo para The Independent, Alex Straker elogió las actuaciones de Andrew Lincoln y Melissa McBride, y señaló que el episodio se conocería como "el punto de inflexión de la temporada "en retrospectiva. Rebecca Hawkes de  The Daily Telegraph  resumida el episodio como "apasionante" y consideró a Alexandria "brillantemente realizada". También notó que la entrevista de Carol fue una de las escenas más interesantes del episodio, y dedujo de su transformación de "víctima a asesina, heroína y luchadora dura como uñas", se describió a sí misma como una antigua ama de casa, más feliz cuando cocinaba y hacía el hogar."
Zack Handlen para "The A.V. Club" le dio al episodio una A, felicitando al equipo de redacción por su mejora en la estructura a lo largo de la serie, y llamó al episodio uno de sus favoritos de la temporada. Elogió la escena en la que participó Carol Peletier (Melissa McBride) y el personaje de Carl Grimes (Chandler Riggs) y su lucha por volver a un estilo de vida normal. También advirtió sobre la posibilidad de un nuevo statu quo, diciendo: "Otra razón por la que" Remember "funciona es que es la primera vez que el programa sugiere la posibilidad de un nuevo status quo, que podría afectar significativamente cómo las cosas trabaje a partir de ahora ". Además, evaluó que "lo que aparece más claramente en" Remember "es la superior competencia del conjunto central, sus habilidades como sobrevivientes, su indecisión de aceptar la posibilidad de paz y su crueldad una vez que se dan cuenta de que podrían haber encontrado un nuevo hogar." Además, elogió el entorno en comparación con refugios previos en los que los personajes se habían quedado temporalmente diciendo: "Alexandria podría ser una base de operaciones que ofrece más posibilidades de pérdida y complejidad moral que las configuraciones anteriores. Rick sigue diciendo que la vida es sobre la supervivencia, pero aquí está una oportunidad de hacer algo más que eso, y podría ser interesante ver cómo Rick lidia con esa posibilidad."
Tim Surette de "TV.com" elogió la presentación de Alexandría y sintió que era una gran mejora de la representación de la civilización en comparación con Woodbury, una comunidad introducida en la tercera temporada. Surette descubrió que la reacción de Carol era sobresaliente e interesante. Surette dijo: "La reacción de Carol fue la más interesante, ya que aparentemente se involucró en la Liga Junior, minimizando el tipo de rudo que se convirtió en el bosque, y recordando con cariño a su abusivo esposo (sí, a la derecha) a la líder de Alexandria. Deanna, mientras también le advirtió a Rick en privado que cuanto más tiempo permaneciera el grupo en Alexandría, más débiles se volverían. Te amo, Carol, y amo tus armas de gran culo ". También señaló: "Carol rindió sus armas fue hilarante. Ella sigue siendo el mejor absoluto". El tema de la civilización misma también fue elogiado. Mark Perigald de "The Boston Herald" y Amanda Michelle Steiner para People descubrieron que Carol es graciosa en sus mentiras en el episodio.
Matt Fowler de "IGN" le dio al episodio un 8.2 de 10 diciendo que el episodio tuvo "algunos momentos realmente satisfactorios con los sucios y agotados sobrevivientes experimentando un poco de 'choque cultural'".

### Ratings
Tras la transmisión, el episodio fue visto por 14.43 millones de televidentes estadounidenses con una calificación de entre 18 y 49 de 7.5, un aumento en la audiencia del episodio anterior que tuvo 13,44 millones de espectadores y una calificación de 18-49 de 6,9. La transmisión en el Reino Unido fue la más vista en la red esa semana, con 1,22 millones de espectadores. En Australia, el episodio fue visto por 86,000 espectadores, convirtiéndolo en la transmisión más vista en televisión paga ese día. En Nueva Zelanda, recibió 134,620 espectadores, así como 27,190 televidentes a cambio de horario.